# Lugus (Sulu)
Lugus is een gemeente in de Filipijnse provincie Sulu. Bij de laatste census in 2007 had de gemeente bijna 22 duizend inwoners.

## Geografie

### Bestuurlijke indeling
Lugus is onderverdeeld in de volgende 17 barangays:
| - Alu Bus-Bus - Alu-Duyong - Bas Lugus - Gapas Rugasan - Gapas Tubig Tuwak - Huwit-huwit Bas Nonok - Huwit-huwit Proper - Kutah Parang - Laha | - Larap - Lugus Proper - Mangkallay - Mantan - Pait - Parian Kayawan - Sibul - Tingkangan |

## Demografie
Lugus had bij de census van 2007 een inwoneraantal van 21.650 mensen. Dit zijn 2.811 mensen (14,9%) meer dan bij de vorige census van 2000. De gemiddelde jaarlijkse groei komt daarmee uit op 1,94%, hetgeen lager is dan het landelijk jaarlijks gemiddelde over deze periode (2,04%). Vergeleken met de census van 1995 is het aantal mensen met 5.320 (32,6%) toegenomen.

De bevolkingsdichtheid van Lugus was ten tijde van de laatste census, met 21.650 inwoners op 133,04 km², 162,7 mensen per km².